# إيفرت إليس
إيفرت إليس (بالإنجليزية: Everett Ellis)‏ هو منافس ألعاب قوى أمريكي، ولد في 1897 في دورشستر ‏ في الولايات المتحدة، وتوفي في 1973 في سالم في الولايات المتحدة.

## وصلات خارجية
- إيفرت إليس على موقع أوليمبيديا (الإنجليزية)